# Rendkívüli hírek (M1)
A Rendkívüli hírek az MTVA saját gyártású speciális hírműsora, az M1 napi aktuális csatornán. A műsort a Duna Média munkatársai szerkesztik. A műsor grafikájának a vezérszíne a többi híradással ellenben vörös.

## Története
A műsor az éppen aktuális, rendkívüli hírekről számol be élőben. A Rendkívüli hírek nem szerepel a csatorna műsorai között, és a programokban sem kapnak külön időpontot, lévén, hogy nem lehet előre kiszámítani, hogy mikor kerül rá sor. Gyakran az éppen futó magazinműsorokat, illetve híradásokat szakítják félbe, hogy beszámoljanak egy rendkívüli történésről. Klasszikus értelemben vett műsorvezetője nincs a programnak: a stúdióban az adott napszaknak megfelelő műsorsáv házigazdája beszélget egy külső helyszíni tudósítóval. Az M1 2015-ös megújulását követően többnyire az európai migrációs válság legfrissebb, Magyarországot is érintő híreiről számoltak be a műsorban.
A rendkívüli kapcsolások előtt a televíziós grafikában egy vörös szalagra kiírva jelzik az aktuális történéseket. Gyakran egy kisebb dobozban élő helyszíni képet is mutatnak, párhuzamosan az éppen futó műsorral.

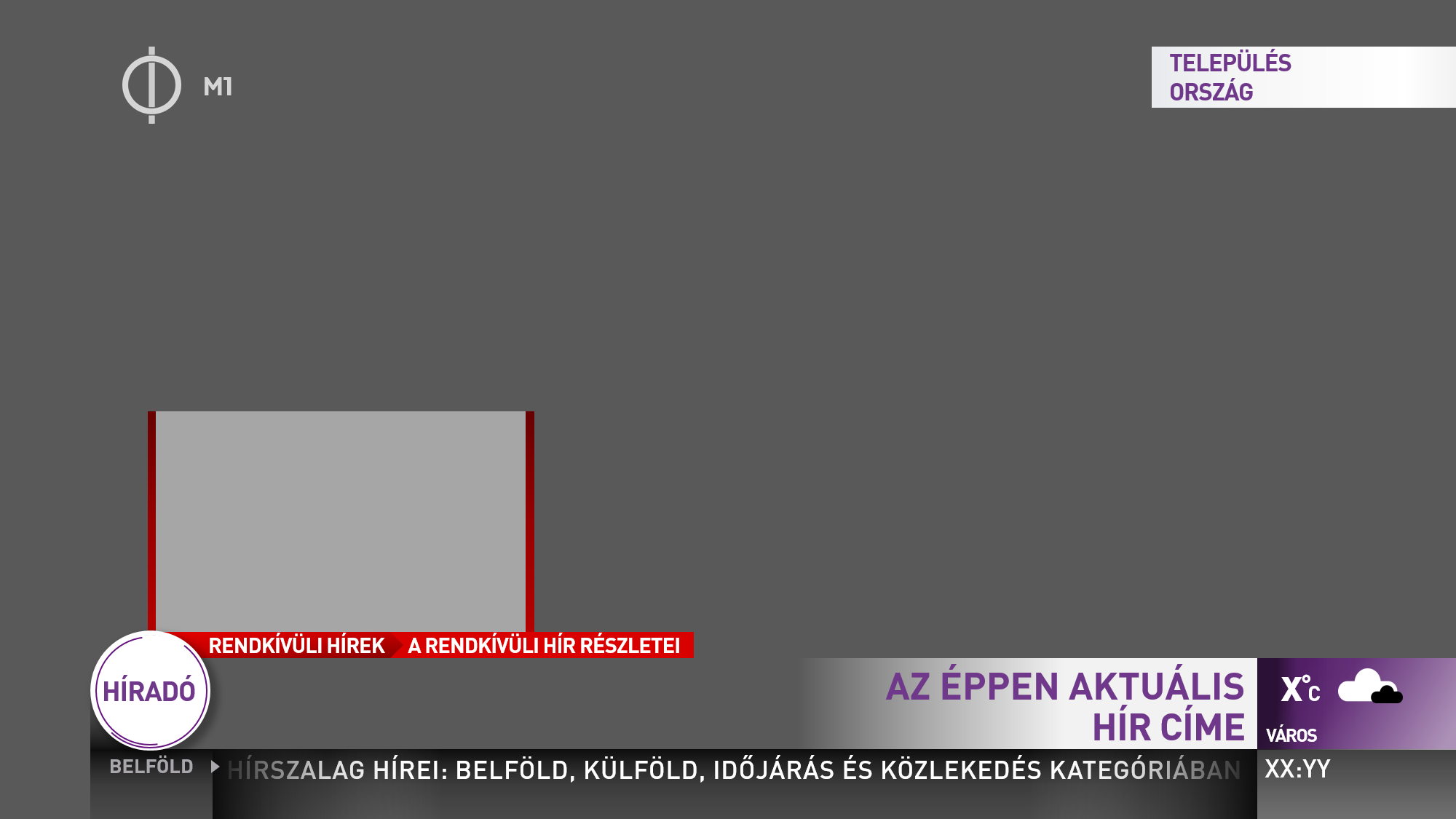
Az M1 teljes grafikája, rajta a Rendkívüli hírekkel (2015–2020)

### Jelentősebb rendkívüli éjszakai adások 2015-ben
- 2015. szeptember 4-ről 5-re virradóra, amikor migránsok ezrei indultak el a Keleti pályaudvartól gyalog Ausztria és Németország felé,[2][3] az M1 éjszakai műsorblokkjában reggel 6:00-ig folyamatosan élő adást közvetítettek.[4] A maratoni Rendkívüli hírek műsorvezetője a Ma este házigazdája, Németh Balázs volt.
- 2015. október 16-ról 17-re virradóra, amikor lezárták a magyar–horvát zöldhatárt,[5] az M1 éjszakai műsorblokkjában éjféltől 2:00-ig folyamatosan élő adást közvetítettek. A Rendkívüli híreket ekkor Meszes Boglárka vezette az M1 stúdiójából.
- 2015. november 13-ról 14-re virradóra, amikor Párizsban több helyszínen történtek terrortámadások,[6] az M1 éjszakai műsorblokkjában negyed 12-től másnap reggel negyed 6-ig folyamatosan élő adást közvetítettek. A Rendkívüli híreket ekkor Németh Balázs vezette az M1 stúdiójából. A külföldi nyelvű híradások elmaradtak a rendkívüli műsorfolyam miatt.
- 2015. december 31-ről 2016. január 1-re virradóra, szilveszter éjszakáján az M1 1:00-ig élőben folyamatos körkapcsolásokkal jelentkezett be mind Magyarországról, mind a világból, hogy egyes helyeken hogy köszöntötték az új évet. A Ma este különkiadásának műsorvezetője Németh Balázs volt.[7] Éjfélkor a többi adásnaphoz hasonlóan a Himnuszt közvetítették, melyet a köztársasági elnök újévi köszöntője követett.